# Réserve naturelle de Kollåsen
La réserve naturelle de Kollåsen  est une réserve naturelle norvégienne qui est située dans le municipalité de Nordre Follo, dans la zone forestière de Sørmarka, dans le comté d'Akershus.

## Description
La réserve naturelle de 1,07 km2est situé entre la route départementale 36 et le lac Langen est dans la municipalité de Ski.
La zone forme une section entière de collines avec des pentes dans toutes les directions et avec une topographie de canyon à petite échelle par sections. La variation écologique est relativement importante. La forêt de conifères domine la région avec principalement des forêts d'épicéa commun, mais aussi des forêts mixtes avec du pin sylvestre sur les sommets et les zones en pente. Il y a beaucoup de trembles et quelques bouleaux, saules et sorbiers.interventions récentes.